# Pseudacrossus grebenschikovi
Pseudacrossus grebenschikovi är en skalbaggsart som beskrevs av Vladimir Balthasar 1961. Pseudacrossus grebenschikovi ingår i släktet Pseudacrossus och familjen Aphodiidae. Inga underarter finns listade i Catalogue of Life.